# 車いすフェンシング

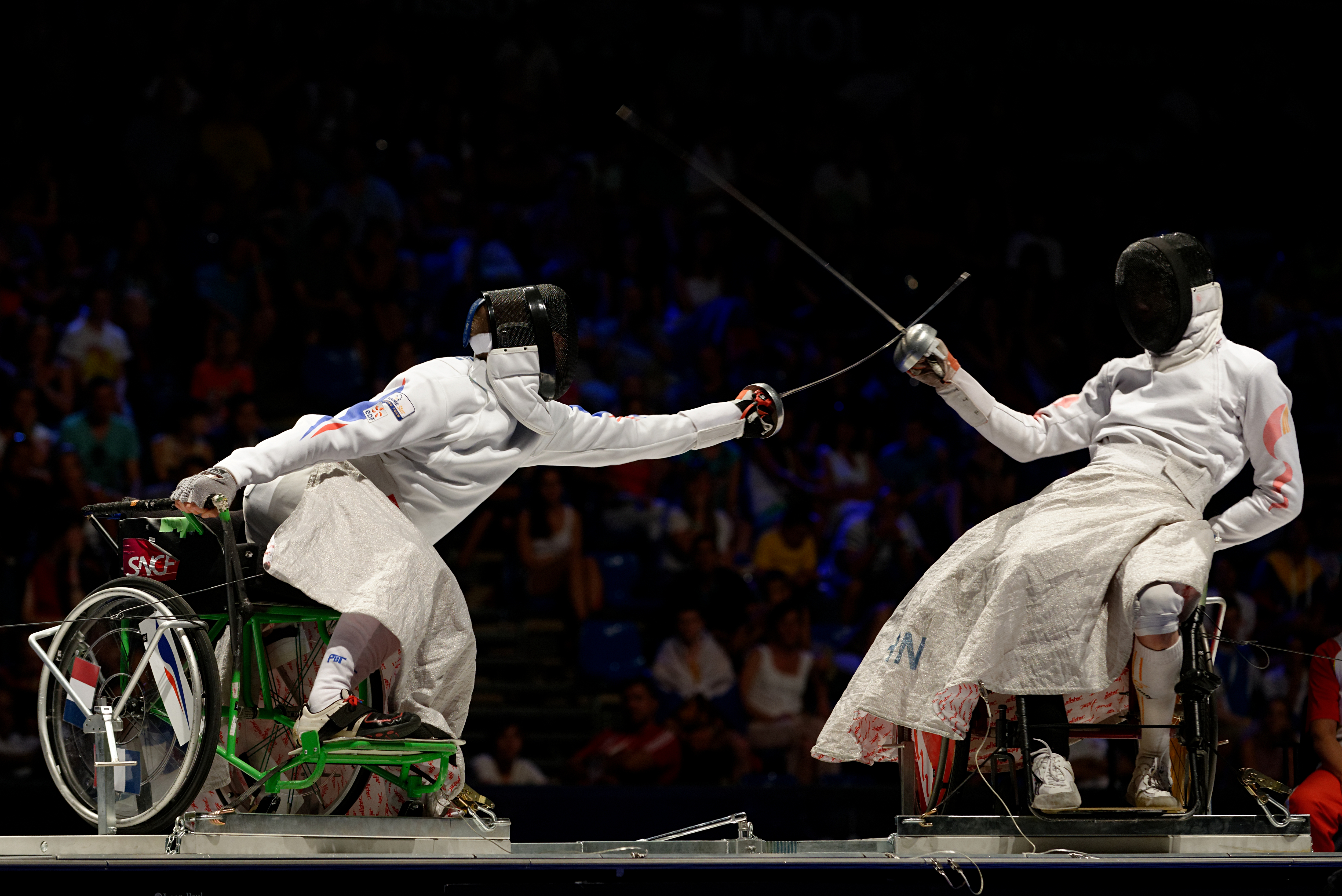
エペ（2013年）

車いすフェンシング（くるまいすフェンシング）は車椅子をピストと呼ばれる床に固定し上半身のみを使って競技するフェンシングで、障害者スポーツのひとつ。夏季パラリンピック正式種目である。パラフェンシングとも呼ばれている。
一般のフェンシング同様、フルーレ（突きのみ）、エペ（突きのみ）、サーブル（突きと斬り）の3種目からなり、競技規則をはじめ、剣やマスク、ジャケットなどの用具も共通している。
車いすフェンシングはイギリス、ストーク・マンデビル病院の医師ルートヴィヒ・グットマンによって発展した。パラリンピックでは、1960年のローマパラリンピックより競技が行われている。

## 派生競技
- ソフトパラフェンシング-「ソフトパラフェンシングの普及。東京2020オリパラ大会のレガシーを後世に伝える。」を活動目的に、帝京平成大学健康医療スポーツ学部馬場宏輝教授によって、考案された競技。用具はスポンジ素材の剣、マスクの代わりにフェイスシールドを用いる。剣を持っていない方の手にカップに乗せた球体の非接触型転倒ライト(紙風船などの簡易的な球体)を持ち(持ち手)、剣に触れて点灯(接触)したら1点入る。持ち手側の肘にエルボーという球を椅子ではさみ、落としたら相手に一点入る。という独自のルールがある。[2]